# Schizotetranychus mansoni
Schizotetranychus mansoni är en spindeldjursart som beskrevs av Gupta 1980. Schizotetranychus mansoni ingår i släktet Schizotetranychus och familjen Tetranychidae. Inga underarter finns listade i Catalogue of Life.